# This Is Football 2004
This Is Football 2004 è un videogioco di calcio per PlayStation e PlayStation 2. Nella copertina del gioco è raffigurato l'ex portiere dell'Inter e della Fiorentina, Francesco Toldo.